# Фолатна недостатність

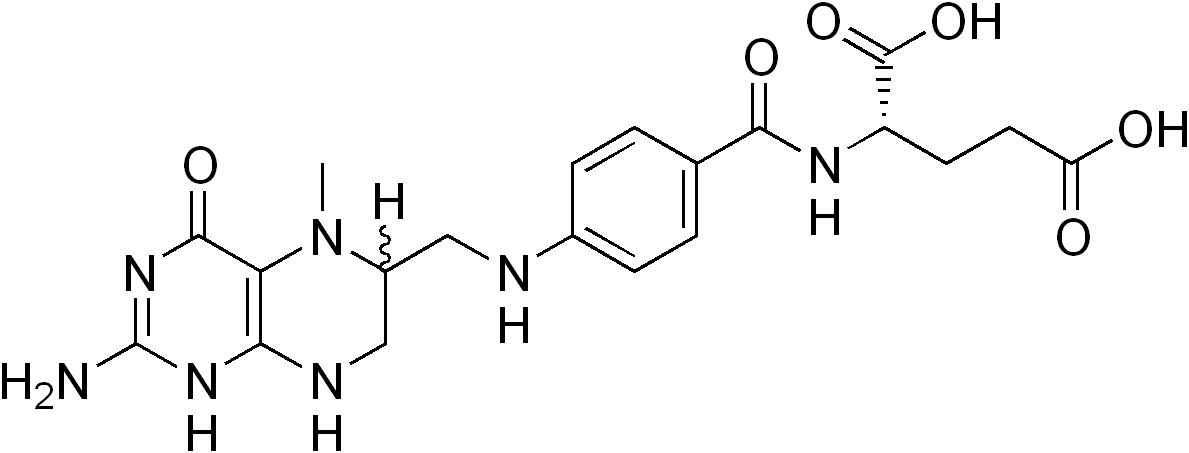
5-метилтетрагідрофолат, основна активна форма фолату в організмі людини

Нестача фолієвої кислоти, також відома як брак вітаміну В9, — це низький рівень фолієвої кислоти та її похідних в організмі.  Це може призвести до різновиду недокрів'я (анемії), коли червонокрівці (еритроцити) стають неприродно великими, і це вже пізнє виявлення нестачі фолієвої кислоти, а фолієводефіцитна анемія — термін, який використовується для цього захворювання.  Ознаки недостатнього рівня фолієвої кислоти, часто ледве помітні.  Симптоми можуть охоплювати відчуття втоми, пришвидшене серцебиття, задишку, відчуття непритомності, відкриті виразки на язику, втрату бажання їсти, зміну кольору шкіри або волосся, дратівливість і зміни в поведінці.  Може виникнути тимчасове оборотне безпліддя.  Фолієводефіцитне недокрів'я під час вагітності, може призвести до народження недоношених дітей із низькою вагою та немовлят із вадами нервової трубки.
Недостатня кількість вживання фолієвої кислоти, може спричинити її дефіцит протягом кількох місяців.  В іншому разі, причинами нестачі можуть бути підвищені потреби, як під час вагітності, так і у тих, у кого скорочена тривалість життя еритроцитів.  Брак фолієвої кислоти може бути вторинним, відносно нестачі вітаміну B12 або  гомоцистеїнметилтрансферази, що призводить до «фолієвої пастки», в якій перебуває бездіяльний метаболіт, котрий неможливо відновити.  Діагноз, здебільшого, підтверджується аналізами: крові, зокрема повним аналізом крові та рівня фолієвої кислоти в сироватці.  Підвищення рівня гомоцистеїну може свідчити про стан дефіциту, але на нього також впливають інші чинники.  Треба усунути нестачу вітаміну B12, і якщо це не лікувати, такий стан може спричинити незворотні неврологічні ушкодження.
Лікування може передбачати зміни в харчуванні та добавки фолієвої кислоти.  Зміни в харчуванні, зокрема вживання страв з високим вмістом фолієвої кислоти, як от фрукти та зелені листові овочі, можуть допомогти.  Запобіжні заходи радять вагітним жінкам або тим, хто намітили вагітність.
Недостатній рівень фолієвої кислоти, дуже рідко зустрічається в країнах із програмами щодо збагачення продуктів харчування фолієвою кислотою.  У всьому світі поширеність недокрів'я, через нестачу фолієвої кислоти, загалом, дуже низька.

## Ознаки та симптоми
Ознаки фолієводефіцитної анемії, здебільшого ледь помітні.  Недокрів'я (макроцитарне, мегалобластне) може бути ознакою поступово збільшуваної нестачі фолієвої кислоти у дорослих.  Фолієводефіцитна анемія може спричинити: відчуття втоми, кволість, зміну кольору шкіри або волосся, відкриті виразки в роті, задишку, серцебиття, запаморочення, холодні руки та ноги, головний біль, легку кровотечу або синці, незначну гарячку, втрату апетиту, зменшення ваги, пронос, зниження смаку, дратівливість і розлади поведінки.
Жінки з недостатнім рівнем фолієвої кислоти, які завагітніли, частіше народжують недоношених дітей з низькою вагою та дітей з вадами нервової трубки, та навіть розщепленням хребта.  У немовлят і дітей, нестача фолієвої кислоти, може призвести до затримки розвитку або уповільнення стрімкості зростання, діареї, виразок ротової порожнини, мегалобластної анемії, неврологічного погіршення.  Також можуть спостерігатися неприродно маленька голова, дратівливість, затримка розвитку, судоми, сліпота та мозочкова атаксія.

## Причини
Нестача фолієвої кислоти може виникнути, коли потреба організму у ній підвищена, коли надходження або засвоєння фолієвої кислоти з їжею є недостатніми, або якщо організм виділяє (або втрачає) більше фолієвої кислоти, ніж зазвичай.  Ліки, які перешкоджають здатності організму застосовувати фолієву кислоту, також можуть збільшити потребу в цьому вітаміні.  Деякі дослідження показують, що вплив ультрафіолетового світла, зокрема використання солярію, може призвести до браку фолієвої кислоти.  Недостатній рівень цього вітаміну, частіше зустрічається у вагітних жінок, немовлят, дітей та підлітків.  Це також може бути спричинено неправильним харчуванням або наслідком алкоголізму.
Крім того, порушення гомоцистеїн метилтрансферази або брак вітаміну B12, може призвести до так званої «метилової пастки» тетрагідрофолату (ТГФ, англ. THF), де ТГФ перетворюється на сховище метил-ТГФ, яке згодом не може бути використане, метаболізується і служить поглиначем ТГФ, що викликає брак фолієвої кислоти.  Отож, нестача В12, може створити велике накопичення метил-ТГФ, що не здатне вступати в реакцію і визначатиме недостатній рівень фолієвої кислоти в організмі.
Фолієва кислота (птероілмоноглутамат) всмоктується в тонкій кишці, але переважно в порожній кишці.  Важливими віхами поглинання, є відновлення поліглутаматного ланцюга птероїлполіглутаматгідролазою (гамма-глутамілгідролаза), а потім доправлення крізь мембрану щіткової облямівки, за допомогою протоно-зв’язаного переносника фолієвої кислоти (SLC46A1).  Розсіяні запальні або руйнівні захворювання виродження тонкої кишки, як от хвороба Крона, целіакія, хронічний ентерит або наявність кишкової нориці, здатні знижувати всмоктування поживних речовин.
Побіжні причини
Деякі стани, які збільшують потребу у фолієвій кислоті, охоплюють:
• кровотечі
• діаліз нирок
• захворювання печінки
• порушення всмоктування, зокрема целіакія та порушення засвоєння фруктози
• вагітність і лактація (грудне вигодовування)
• куріння тютюну
• вживання алкоголю
Ліки
Ліки можуть перешкоджати метаболізму фолієвої кислоти, зокрема:
• протисудомні препарати (як от фенітоїн, примідон, карбамазепін або вальпроат)
• метформін (іноді призначають для відстеження рівня цукру в крові у разі діабету 2 типу)
• метотрексат, протираковий препарат, який також використовується для пригнічення запалення, пов’язаного з хворобою Крона, виразковим колітом і ревматоїдним артритом.
• 5-фторурацил
• гідроксикарбамід
• триметоприм
• сульфасалазин (використовується для пригнічення запалення, пов’язаного з хворобою Крона, виразковим колітом і ревматоїдним артритом)
• тріамтерен (діуретик)
• протизаплідні таблетки (також пов’язані з тривалістю їхнього приймання) можуть знизити рівень фолієвої кислоти в сироватці крові, але водночас, не викликають клінічно значущої нестачі фолієвої кислоти.
Коли призначають метотрексат, іноді разом з ним прописують добавки фолієвої кислоти.  Лікувальний вплив метотрексату, зумовлений його інгібуванням дигідрофолатредуктази і тим самим, зниженням швидкості синтезу пурину та піримідину de novo та поділу клітин.  Метотрексат пригнічує поділ клітин і особливо токсичний для клітин, що швидко діляться, як от ракові клітини, і клітини-попередники імунної системи.  Добавки фолієвої кислоти, є корисними для недужих, які довгостроково лікуються низькими дозами метотрексату від запальних захворювань, як от ревматоїдний артрит (РА) або псоріаз, щоб уникнути макроцитарної анемії, спричиненої браком фолієвої кислоти.  Фолієву кислоту також, часто додають перед деякими високими дозами хіміотерапії, щоб захистити здорову тканину.  Однак вживання фолієвої кислоти з метотрексатом під час лікування раку, може бути контрпродуктивним.
Церебральна нестача фолієвої кислоти
Церебральна фолатна недостатність — це коли рівень 5-метилтетрагідрофолату низький у мозку, виміряний у спинномозковій рідині, попри його здоровий рівень у крові.  Симптоми зазвичай, виникають приблизно у віці п’яти місяців.  Без лікування, у дитини може бути слабкий м’язовий тонус, ускладнення з координацією, питання з мовленням та епілепсії.  Причини церебрального браку фолієвої кислоти, охоплюють: мутації генів, відповідальних за обмін речовин і перенесення фолієвої кислоти.  Мутації гена SLC46A1, який кодує переносник фолієвої кислоти з протонним зв’язком (PCFT), призводять до синдромів CFD як із системним браком фолатів, так і з церебральним дефіцитом фолатів.  Навіть коли системна нестача, усувається фолієвою кислотою, церебральний дефіцит залишається, і його лікувати фолієвою кислотою.
Вагітність
Недостатній рівень фолієвої кислоти, може виникнути під час вагітності, внаслідок збільшення кількості клітин зростаючого плоду, зниження поглинання та споживання фолієвої кислоти, материнських гормонів, які опосередковують його метаболізм, судинний кровообіг матері й плоду, та збільшення кількості крові, що призводить до розрідження.  Серпоподібноклітинне недокрів'я та проживання у місцевостях, де є малярія, призводять до ще більшої потреби у фолієвій кислоті для вагітних жінок.  У разі вживання 450 мікрограмів фолієвої кислоти на день, ризик розвитку вроджених порушень розвитку, зокрема дефектів нервової трубки, знижується.  Добавки для запобігання вродженим вадам є найбільш дієвими за місяць до, та протягом перших дванадцяти тижнів вагітності.  Доведено, що використання добавок фолієвої кислоти до зачаття, приводить до зменшення ушкоджень нервової трубки на 70%.